# Chi Lăng Stadium
Das Chi-Lăng-Stadion (vietnamesisch Sân vận động Chi Lăng) war ein Fußballstadion mit Leichtathletikanlage in der vietnamesischen Stadt Đà Nẵng. Es wurde bis 2016 als Heimspielstätte des Erstligisten SHB Đà Nẵng genutzt. Das 1954 eröffnete Stadion hatte ein Fassungsvermögen von 28.000 Personen. 2016 wurde die Anlage geschlossen und zwei Jahre später abgerissen.
2012 wurde der vietnamesische Supercup zwischen dem SHB Đà Nẵng und dem Xuân Thành Sài Gòn FC in dem Stadion ausgetragen. 1993, 1997 und 2013 fanden hier die Endspiele des vietnamesischen Pokals statt. 2016 fand in dem Stadion die Eröffnungs- und Abschlusszeremonie der Asian Beach Games statt.